# استلیو زوپانسیچ
استلیو زوپانسیچ (انگلیسی: Stelio Zupancich؛ زادهٔ ۷ آوریل ۱۹۵۸) بازیکن هاکی روی یخ اهل کانادا بود.